# Espectros (serie de televisión)
Espectros (originalmente Spectros) es una serie de televisión de suspenso sobrenatural brasileño que se estrenará en Netflix el 20 de febrero de 2020. La serie de ocho episodios será dirigida por el escritor y director Douglas Petrie y producida por Moonshot Pictures.
Según Doug Petrie, la serie será una mezcla de folklore e historia brasileña, con elementos de cuentos de fantasmas japoneses, representados por las coloridas calles del distrito de Liberdade, hogar de la mayor comunidad japonesa fuera de Japón en el mundo.

## Sinopsis
Ubicado en el distrito de Liberdade, en São Paulo. Spectros contarán la historia de un grupo de cinco adolescentes que accidentalmente se sienten atraídos por una realidad sobrenatural que no pueden comprender y que se conecta con la misma ubicación de la ciudad en 1908. Cuando se enfrentan a eventos cada vez más extraños y sombríos, el grupo llega a una conclusión inevitable: alguien está devolviendo la muerte y los espíritus quieren venganza por los errores cometidos en el pasado.

## Elenco
- Danilo Mesquita[7]
- Enzo Barone[7]
- Cláudia Okuno[7]
- Pedro Carvalho[7]
- Mariana Sena[7]